# HC Allianz Plzeň
HC Allianz Plzeň (celým názvem: Hockey Club Allianz Plzeň) byl český klub ledního hokeje, který sídlil v Plzni v Plzeňském kraji. Založen byl v roce 1998, zanikl v roce 2018. Svůj poslední název nesl od roku 2015. Největším úspěchem klubu bylo vítězství v Plzeňském krajském přeboru v sezóně 2007/08. V letech 2012–2018 působil v Plzeňské krajské soutěži – sk. C, sedmé české nejvyšší soutěži ledního hokeje. Klubové barvy byly modrá, černá a bílá.
Své domácí zápasy odehrával na zimním stadionu Košutka s kapacitou 255 diváků.

## Historické názvy
Zdroj:
- 1998 – HC Ekonomické Stavby Plzeň (Hockey Club Ekonomické Stavby Plzeň)
- 2015 – HC Allianz Plzeň (Hockey Club Allianz Plzeň)

## Přehled ligové účasti
Stručný přehled
Zdroj:
- 2003–2005: Plzeňský krajský přebor (4. ligová úroveň v České republice)
- 2005–2006: Plzeňský krajský přebor – sk. B (4. ligová úroveň v České republice)
- 2006–2009: Plzeňský krajský přebor (4. ligová úroveň v České republice)
- 2009–2012: Plzeňská krajská liga (4. ligová úroveň v České republice)
- 2012–2018: Plzeňská krajská soutěž – sk. C (7. ligová úroveň v České republice)

Jednotlivé ročníky
Zdroj:
Legenda: ZČ - základní část, červené podbarvení - sestup, zelené podbarvení - postup, fialové podbarvení - reorganizace, změna skupiny či soutěže
| Česko (2003 – 2018) |                                 |           |          |                                       |                      |
| Sezóny              | Soutěž                          | Úroveň    | ZČ       | Play-off, nadstavba, sk. o udržení... | Poznámky             |
| 2003/04             | Plzeňský krajský přebor         | 4. úroveň | 4. místo |                                       |                      |
| 2004/05             | Plzeňský krajský přebor         | 4. úroveň | 6. místo |                                       | Reorganizace         |
| 2005/06             | Plzeňský krajský přebor – sk. B | 4. úroveň | 2. místo | Finálová skupina (5. místo)           | Reorganizace         |
| 2006/07             | Plzeňský krajský přebor         | 4. úroveň | 4. místo |                                       |                      |
| 2007/08             | Plzeňský krajský přebor         | 4. úroveň | 1. místo | Vítěz                                 | Kvalifikace          |
| 2008/09             | Plzeňský krajský přebor         | 4. úroveň | 3. místo |                                       | Změna názvu soutěže  |
| 2009/10             | Plzeňská krajská liga           | 4. úroveň | 6. místo | Zápas o 3. místo (prohra)             |                      |
| 2010/11             | Plzeňská krajská liga           | 4. úroveň | 6. místo |                                       |                      |
| 2011/12             | Plzeňská krajská liga           | 4. úroveň | 6. místo |                                       | Odhlášení ze soutěže |
| 2012/13             | Plzeňská krajská soutěž – sk. C | 7. úroveň | 8. místo | Čtvrtfinále                           |                      |
| 2013/14             | Plzeňská krajská soutěž – sk. C | 7. úroveň | 9. místo |                                       |                      |
| 2014/15             | Plzeňská krajská soutěž – sk. C | 7. úroveň | 7. místo | Čtvrtfinále                           |                      |
| 2015/16             | Plzeňská krajská soutěž – sk. C | 7. úroveň | 7. místo | Skupina o umístění (6. místo)         |                      |
| 2016/17             | Plzeňská krajská soutěž – sk. C | 7. úroveň | 4. místo |                                       |                      |
| 2017/18             | Plzeňská krajská soutěž – sk. C | 7. úroveň | 8. místo |                                       |                      |